# Podhořský potok
Podhořský potok (Trojský potok) je přítok Vltavy na 41,2 km zprava. Pramení v Bohnicích a teče západním směrem roklí, která tvoří hranici mezi Bohnicemi a Trojou. Délka jeho toku je 0,35 km.

## Průběh toku
Potok pramení v katastrálním území Bohnice ve studánce Bendovka pod stejnojmennou zaniklou usedlostí a po několika metrech napájí umělé jezírko. Dál teče Černou roklí; níže po toku vytváří voda na skalnatém podloží několik malých vodopádů.
Pod Černou skalou severně od potoka vyvěrá další pramen, u kterého byla studánka vylámaná ve skále. Pod tímto vývěrem se nachází ještě jeden průsakový zdroj.
Potok obtéká severně skálu, na jejímž vrcholu je bývalé hradiště Farka. Z rokle vytéká poblíž severního konce ulice V Podhoří, kde je pravděpodobně zatrubněn a veden pod ulicí V Zámcích k ústí do Vltavy.

## Fauna
V potoce a jeho okolí se vyskytuje mlok skvrnitý.